# 喬治·紐博恩
喬治·紐博恩（英語：George Young Newbern，1964年12月30日—）是美國的一位演員。他最著名的作品是在電影新岳父大人和新岳父大人2中飾演Bryan MacKenzie角色。